# Curtiss-Wright
La Curtiss-Wright Corporation è un'azienda costruttrice statunitense attiva nei settori dell'industria aeronautica, della difesa e dell'energia. 
Fu creata nel 1929 dalla fusione della Curtiss Aeroplane and Motor Company, Wright Aeronautical e di altre aziende del settore. Alla fine della seconda guerra mondiale era diventata la più grande costruttrice degli USA ed il principale fornitore di velivoli per le U.S. Armed Forces. Con il passare del tempo, l'azienda si è trasformata in un fornitore di componenti per il settore aerospaziale. Inoltre, è anche attiva nell'industria nucleare ed energetica.

## Storia

### Fusione ed espansione
La Curtiss-Wright fu fondata il 5 luglio del 1929, come risultato della fusione di dodici aziende assimilate alla Curtiss Aeroplane and Motor Company di Buffalo, New York, e della Wright Aeronautical di Dayton (Ohio),  la cui sede fu posta a Buffalo. Con un capitale sociale di 75 milioni di dollari, era la più grande società aeronautica degli USA.
| Società fuse                        | Proprietà |
| ----------------------------------- | --------- |
| Wright Aeronautical Corp            | Hoyt      |
| Curtiss Aeroplane & Motor Co        | Keys      |
| Curtiss Airports Corp.              | Keys      |
| Curtiss Flying Service              | Keys      |
| Curtiss Aeroplane Export Co.        | Keys      |
| Curtiss-Caproni Corp.               | Keys      |
| Curtiss-Robertson Airplane Mfg. Co. | Keys      |
| New York Air Terminals              | Hoyt      |
| N.Y. & Suburban Airlines            | Hoyt      |
| Keystone Aircraft Corp              | Hoyt      |

A settembre dello stesso anno, la Curtiss-Wright acquisì anche la Moth Aircraft Corporation e la Travel Air Manufacturing Company.
Vennero create tre divisioni: la Curtiss-Wright Airplane Division, per le fusoliere; la Wright Aeronautical Corporation, per i motori aeronautici e la Curtiss-Wright Propeller Division per le eliche. Dopo il 1929 molti dei nuovi motori furono chiamati solo Wrights, mentre i nuovi velivoli vennero chiamati solo Curtiss.
Durante gli anni '30 la Curtiss-Wright progettò e costruì diversi aeromobili a uso civile e militare. La divisione motoristica Wright permise di superare, attraverso le commissioni delle forze armate, la grande depressione. Nel 1937, venne sviluppato il Curtiss P-36 Hawk, ordinato dalla Army Air Corps ed usato anche durante la seconda guerra mondiale.
Durante il periodo bellico, la Curtiss-Wright produsse 142.840 motori, 146.468 eliche elettriche e 29.269 aeroplani. Curtiss-Wright diede occupazione a oltre 180.000 dipendenti e risultò essere il secondo produttore, per contratti, dopo la General Motors.

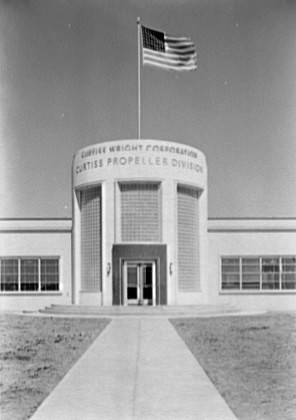
La sede Curtiss-Wright a Caldwell (New Jersey) nel 1941.

Vennero prodotti almeno 14.000 Curtiss P-40 Warhawk, famoso grazie a Claire Chennault con le Flying Tigers in Cina, oltre 3.000 Curtiss C-46 Commando, e più di 7.000 Curtiss SB2C Helldiver. Il velivolo più noto fu il P-40, chiamato Tomahawk, Kittyhawk e Warhawk, che fu prodotto tra il 1940 e il 1944 nello stabilimento principale di Buffalo. Durante il conflitto venne costruito anche un secondo stabilimento a Buffalo e a Columbus (Ohio), St. Louis (Missouri) e Louisville (Kentucky). Motori ed eliche furono costruite in New Jersey, Pennsylvania e Ohio.
Nel maggio 1942, il Governo statunitense assegnò alla Curtiss-Wright una fabbrica a Louisville (Kentucky) per produrre il Curtiss-Wright C-76 Caravan, composto principalmente in legno, un materiale non strategico in periodo bellico. Ci furono alcune difficoltà, compreso un incidente ed il velivolo non fu mai prodotto su larga scala. Lo stabilimento di Louisville fu convertito al C-46 Commando, producendo 438 esemplari, oltre ai 2.500 prodotti a Buffalo.

### Motori difettosi alle forze armate durante la II guerra mondiale
Dal 1941 al 1943, lo stabilimento Curtiss Aeronautical di Lockland (Ohio) produsse motori aeronautici per le U.S. Army Air Forces. 
I dirigenti Wright insistettero per la produzione di massa, ma riducendone lo standard qualitativo, senza quindi rispettare le norme dell'Army Air Forces (AAF). I motori furono comunque forniti e installati e dopo controlli qualitativi venne appurato che i dirigenti Wright a Lockland si erano accordati con i tecnici civili e gli ispettori dell'esercito per approvare motori difettati. Il tecnico della Army Air Forces Charles W. Bond fu licenziato nel 1943 per "gravi irregolarità nella procedura di ispezione." Bond testimoniò di essere stato "invitato a cena" dalla Wright company; una di queste occasioni fu la sera precedente al licenziamento di quattro ispettori AAF che un altro ispettore aveva descritto come "piantagrane".  Nel 1944, tre ufficiali dell'esercito, Lt. Col. Frank Constantine Greulich di Detroit, già ufficiale di ispezione al material command, Major Walter A. Ryan di Detroit, già central states inspection officer, e Major William Bruckmann, di Cincinnati e resident Army inspections officer alla Wright di Lockland vennero accusati di negligenza in servizio, cospirazione e falsa testimonianza dalla corte marziale. Il senatore Harry Truman investigò con la Truman Commission, dopo che diversi dipendenti Wright lo informarono. La sceneggiatura di Arthur Miller All My Sons si ispira a questa vicenda.

### Dopoguerra
Curtiss-Wright non entrò nel settore nascente dei turbogetti e non sviluppò nuove architetture alari come i concorrenti North American, Bell, Lockheed, Northrop e altri. Il Curtiss P-60 non fu altro che una rivisitazione del P-36 Hawk. Con lo sviluppo repentino della tecnologia supersonica la Curtiss perse diverse gare, l'ultima tra il Northrop F-89 Scorpion e il Curtiss-Wright XF-87 Blackhawk. Dopo la cancellazione del progetto F-87 il 10 ottobre 1948, la Curtiss-Wright cedette la divisione Aeroplane Division alla North American Aviation.
Per quanto riguarda le propulsioni, lo sviluppo del motore Whittle jet venne assegnato alla General Electric.
Nel 1950, Curtiss-Wright costruì su licenza il Sapphire della Armstrong Siddeley, come Wright J65, che venne usato sul Martin B-57 e altri velivoli.
Nel 1958, per un breve periodo, ottenne la licenza di costruzione del motore Wankel dalla NSU Motorenwerke AG, come possibile applicazione in ambito aeronautico. Per questo progetto si avvalse dell'opera dell'ingegnere della NSU Wankel Max Bentele.
Nel 1954, United Airlines comprò il primo simulatore di volo Curtiss-Wright per 3 milioni di dollari.
Nel 1956, in un periodo di crisi finanziaria, la Studebaker-Packard Corporation sottoscrisse un accordo con Curtiss-Wright per evitare l'insolvenza. La collaborazione si interruppe nel 1959. 
Durante gli anni '60 l'azienda si concentrò sulla fornitura di componenti.

## Prodotti

### Aeroplani
| Modello                           | Primo volo | Numero esemplari | Tipo                                              |
| --------------------------------- | ---------- | ---------------- | ------------------------------------------------- |
| Curtiss Bleeker SX-5-1 Helicopter | 1926       | 1                | Elicottero monomotore sperimentale                |
| Curtiss Teal                      | ?          | 2                | Idrovolante monoplano monomotore                  |
| Curtiss-Wright Junior             | 1930       | circa 270        | Aereo sportivo monoplano monomotore               |
| Curtiss-Wright CW-3 Duckling      | 1931       | 3                | Idrovolante monoplano monomotore                  |
| Curtiss F9C Sparrowhawk           | 1931       | più di 7         | Combattente parassita biplano monomotore          |
| Curtiss A-8                       | 1931       | 13               | Aereo d'attacco monoplano monomotore              |
| Curtiss-Wright CW-15              | 1931       | 15               | Monoplano con cabina monomotore                   |
| Curtiss-Wright CW-16              | ?          | 22 o 23          | Addestratore biplano monomotore                   |
| Curtiss O-40 Raven                | 1932       | 5                | Aereo da osservazione biplano monomotore          |
| Curtiss F11C Goshawk              | 1932       | 30               | Caccia biplano monomotore                         |
| Curtiss XP-31 Swift               | 1932       | 1                | Prototipo di caccia monoplano monomotore          |
| Curtiss YA-10 Shrike              | 1932       | 2                | Prototipo di aereo d'attacco monoplano monomotore |
| Curtiss T-32 Condor II            | 1933       | 45               | Aereo di linea biplano bimotore                   |
| Curtiss BF2C Goshawk              | ?          | 166              | Caccia biplano monomotore                         |
| Curtiss-Wright CW-6               | ?          | 8                | Monoplano con cabina monomotore                   |
| Curtiss-Wright CW-12              | ?          | 40 o 41          | Addestratore biplano monomotore                   |
| Curtiss-Wright CW-14 Osprey       | ?          | più di 38        | Biplano monomotore                                |
| Curtiss-Wright CW-19              | ?          | 43 circa         | Aereo d'attacco monoplano monomotore              |
| Curtiss XF13C                     | 1934       | 3                | Prototipo di caccia monoplano monomotore          |
| Curtiss SOC Seagull               | 1934       | 258              | Idrovolante da ricognizione biplano monomotore    |
| Curtiss-Wright CA-1               | 1935       | 3                | Idrovolante biplano monomotore                    |
| Curtiss P-36 Hawk                 | 1935       | 1.115            | Caccia monoplano monomotore                       |
| Curtiss A-12 Shrike               | ?          | 46               | Aereo d'attacco monoplano monomotore              |
| Curtiss XA-14                     | 1935       | 1                | Prototipo di aereo d'attacco monplano bimotore    |
| Curtiss A-18 Shrike               | 1935       | 13               | Aereo monoplano da attacco bimotore               |
| Curtiss SBC Helldiver             | 1935       | 257              | Bombardiere in picchiata biplano monomotore       |
| Curtiss P-37                      | 1937       | 14               | Prototipo di caccia monoplano monomotore          |
| Curtiss-Wright CW-21              | 1938       | 62               | Caccia monoplano monomotore                       |
| Curtiss P-40 Warhawk              | 1938       | 13.738           | Caccia monoplano monomotore                       |
| Curtiss XP-42                     | 1939       | 1                | Prototipo di caccia monoplano monomotore          |
| Curtiss SO3C Seamew               | 1939       | 795              | Idrovolante da ricognizione monomotore monoplano  |
| Curtiss-Wright CW-22              | 1940       | circa 442        | Addestratore monoplano monomotore                 |
| Curtiss-Wright CW-23              | ?          | 1                | Prototipo di addestratore monoplano monomotore    |
| Curtiss C-46 Commando             | 1940       | 3.181            | Aereo cargo monoplano bimotore                    |
| Curtiss O-52 Owl                  | 1940       | 203              | Aereo da osservazione monomotore monoplano        |
| Curtiss SB2C Helldiver            | 1940       | 7.140            | Bombardiere in picchiata monomotore monoplano     |
| Curtiss AT-9                      | 1941       | 792              | Addestratore monoplano bimotore                   |
| Curtiss XP-46                     | 1941       | 2                | Prototipo di caccia monoplano monomotore          |
| Curtiss P-60                      | 1941       | 4                | Prototipo di caccia monoplano monomotore          |
| Curtiss-Wright C-76 Caravan       | 1943       | 25               | Aereo cargo monoplano bimotore                    |
| Curtiss-Wright XP-55 Ascender     | 1943       | 3                | Prototipo di caccia monoplano monomotore          |
| Curtiss XP-62                     | 1943       | 1                | Prototipo di caccia monoplano monomotore          |
| Curtiss SC Seahawk                | 1944       | 577              | Idrovolante da ricognizione monomotore monoplano  |
| Curtiss XF14C                     | 1944       | 1                | Prototipo di caccia monoplano monomotore          |
| Curtiss XBTC                      | 1945       | 2                | Prototipo di aerosilurante monoplano monomotore   |
| Curtiss XF15C                     | 1945       | 3                | Prototipo di caccia monoplano a propulsione mista |
| Curtiss XBT2C                     | 1945       | 9                | Prototipo di aerosilurante monoplano monomotore   |
| Curtiss-Wright XF-87 Blackhawk    | 1948       | 2                | Caccia monoplano a quattro motori                 |
| Curtiss-Wright X-19               | 1963       | 2                | Aereo convertibile bimotore sperimentale          |
| Curtiss-Wright VZ-7               | ?          | 2                | Elicottero monomotore sperimentale                |
| Curtiss XP-53                     | ?          | 2                | Prototipo di caccia monoplano monomotore          |

### Curtiss Electric
L'azienda costruì anche eliche attuate elettricamente, a tre e quattro pale, a marchio Curtiss Electric.